# Ježděnec
Ježděnec je rybník nacházející se na západním okraji Honbic v okrese Chrudim. Má podélně-oválný charakter. Voda do něj přitéká od jihu potokem Ježděnka a odtéká stavidlem a přepadem na sever. Hráz se nachází severním směrem a prochází tudy asfaltová silnice. Ježděnec vznikl před rokem 1852. Rybník má rozlohu 2,4 ha.

## Galerie

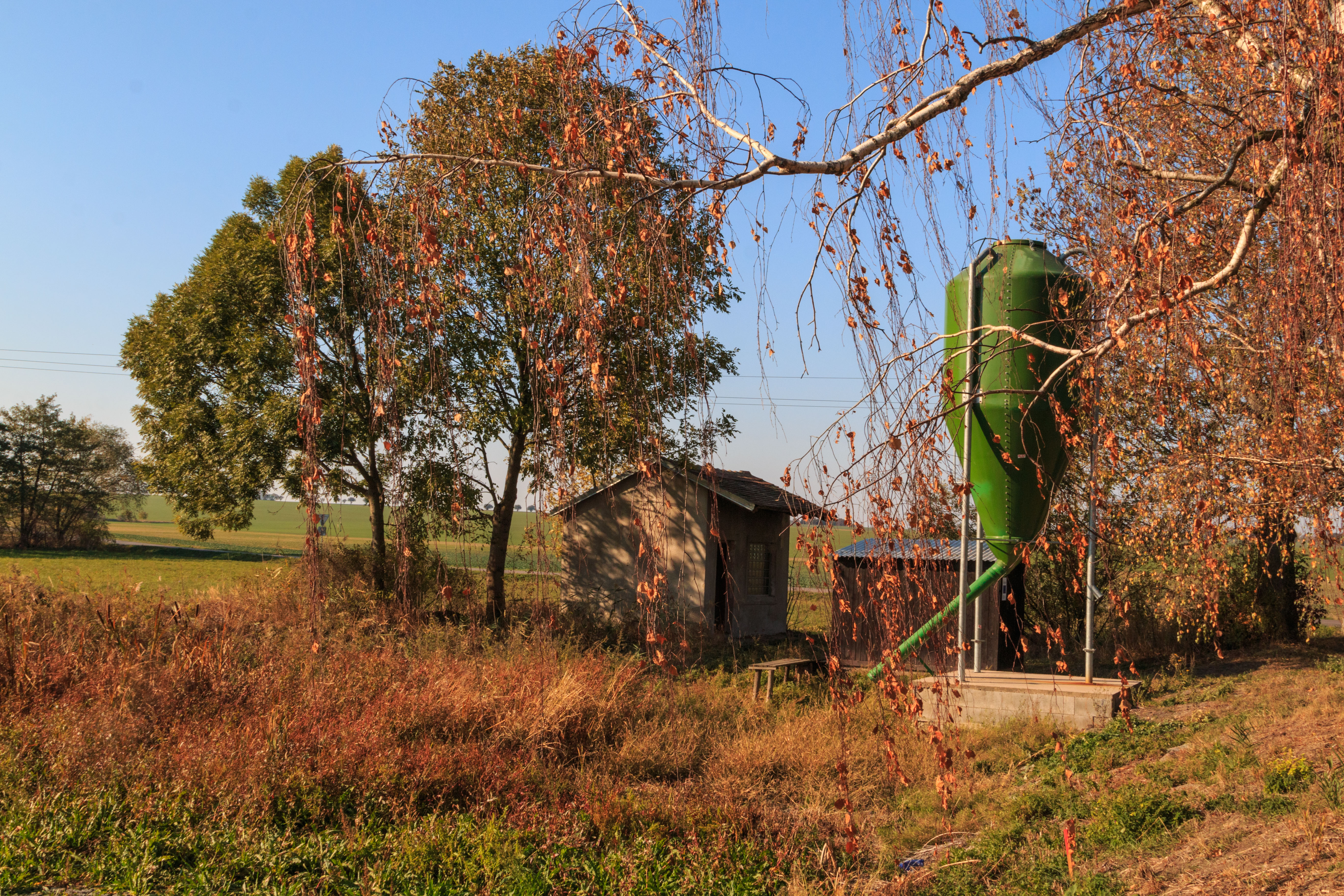
Zařízení pro krmení ryb
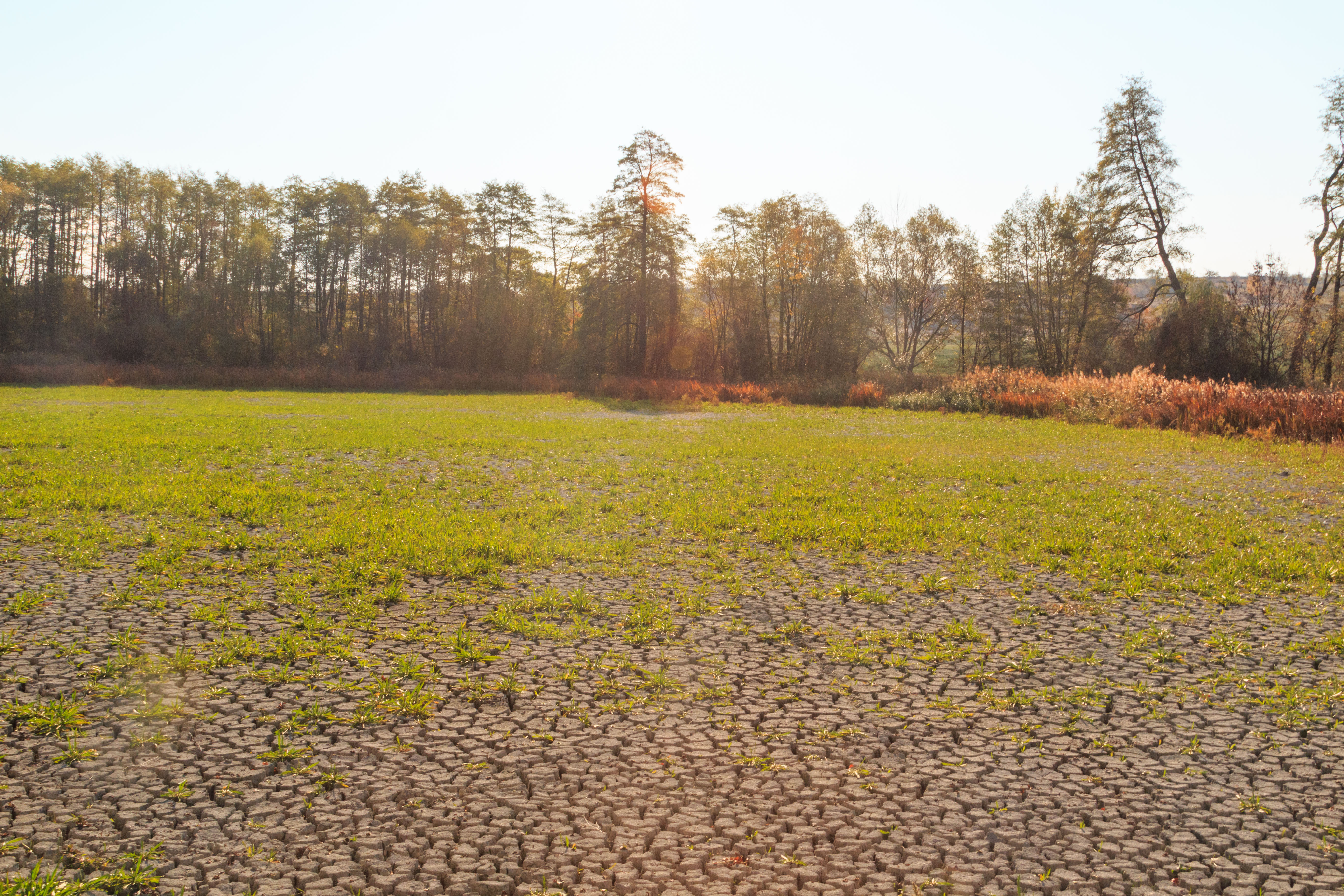
Pohled na vypuštění rybník (říjen 2018)